# Isaac Kashdan
Isaac Kashdan est un joueur d'échecs américain né le 19 novembre 1905 à New York et mort le 20 février 1985 à Los Angeles), qui reçut le titre de grand maître international en 1954,

## Carrière
Au début des années 1930, Kashdan disputa plusieurs tournois en Europe. Il finit deuxième à Francfort en 1930, premier à Berlin et Stockholm la même année, puis quatrième à Bled 1931 (victoire d'Alekhine) et deuxième à Hastings 1931-1932, derrière Capablanca. En 1932, il termina deuxième du tournoi de Londres (victoire de Flohr) et deuxième derrière le champion du monde Alekhine à Pasadena, devant le meilleur joueur américain des années 1910-1920, Frank Marshall.
Kashdan a remporté deux fois le championnat open des États-Unis (en 1938 et 1947).
Lors des deux premiers championnats fermés des États-Unis en 1936 et 1938, il finit cinquième. En 1940, il fut troisième. En 1942, il termina premier-deuxième du championnat des États-Unis à New York, ex æquo avec Samuel Reshevsky, mais il perdit le match de départage : 3,5 à 7,5 (2 victoires, 3 nulles et six défaites). Il finit également deuxième en 1946 et 1948, puis cessa de participer au championnat national.
La Fédération internationale des échecs lui décerna le titre de maître international en 1950 et celui de grand maître en 1954. En 1960, il reçut le titre d'arbitre international.

## Olympiades d'échecs (1928-1937)
Kashdan a participé à cinq olympiades d'échecs, recueillant neuf médailles : trois médailles d'or par équipes et deux médailles d'or individuelles ainsi que deux médailles de bronze individuelles, une médaille d'argent individuelle et une médaille d'argent par équipes.
| Année                                                                                             | Lieu       | Échiquier           | Classement individuel | Score               | Classement par équipe                             | composition de l'équipe des États-Unis             | Médaille d'or individuelle |
| ------------------------------------------------------------------------------------------------- | ---------- | ------------------- | --------------------- | ------------------- | ------------------------------------------------- | -------------------------------------------------- | -------------------------- |
| 1928                                                                                              | La Haye    | premier échiquier   | médaille d'or         | 13 / 15 (+12 −1 =2) | Deuxièmes (médaille d'argent) derrière la Hongrie | (Kashdan, H. Steiner, Factor, Tholfsen et Hanauer) | Kashdan                    |
| 1930                                                                                              | Hambourg   | premier échiquier   | médaille de bronze    | 14 / 17 (+12 −1 =4) | Sixièmes (victoire de la Pologne)                 | (Kashdan, Marshall, Phillips, Steiner et Anderson) | Rubinstein                 |
| 1931                                                                                              | Prague     | premier échiquier   | médaille de bronze    | 12 / 17 (+8 −1 =8)  | Premiers (médaille d'or)                          | (Kashdan, Marshall, Dake, Horowitz et Steiner)     | Alekhine                   |
| 1933                                                                                              | Folkestone | premier échiquier   | médaille d'argent     | 10 / 14 (+7 −1 =6)  | Premiers (médaille d'or                           | (Kashdan, Marshall, Fine, Dake et Simonson)        | Alekhine                   |
| En 1935, Kashdan ne participa pas à l'olympiade de Varsovie qui fut remportée par les États-Unis. |            |                     |                       |                     |                                                   |                                                    |                            |
| 1937                                                                                              | Stockholm  | troisième échiquier | médaille d'or         | 14 / 16 (+13 −1 =2) | Premiers (médaille d'or)                          | (Reshevsky, Fine, Kashdan, Marshall et Horowitz)   |                            |

## Une partie
Isaac Kashdan - Vladas Mikėnas, Folkestone, 1933
1. e4 e5 2. Cf3 Cf6 3. Cxe5 d6 4. Cf3 Cxe4 5. De2 De7 6. d3 Cf6 7. Fg5 Dxe2+ 8. Fxe2 Fe7 9. Cc3 Cc6 10. Cb5 Rd8 11. 0-0 a6 12. Cbd4 Cxd4 13. Cxd4 c5? (13...Cd5!) 14. Cf3 Fe6 15. Fd2! h6 16. b3 Rd7? (16...Tc8) 17. d4! Thc8 18. c4 d5 19. dxc5! Fxc5 20. b4 Fa7 21. c5 Re7 22. Cd4 Fb8 23. Tac1 Fe5 24. Fc3 Ff4 25. Tc2 Ce4 26. Fb2 a5 27. g3 Fe5 28. f3 axb4!? 29. Cxe6 Txa2 30. fxe4 Txb2 31. Txb2 Fxb2 32. exd5! fxe6 33. d6+ Re8 34. Fh5+! Rd7 35. Tf7+ Rc6 36. Ff3+! Rb5 37. Txb7+ Rc4 38. c6 1-0.